# Ильон
Ильо́н (фр. Hillion, брет. и галло Hilion) — коммуна во Франции, находится в регионе Бретань. Департамент — Кот-д’Армор. Входит в состав кантона Трегё. Округ коммуны — Сен-Бриё.
Население (2019) — 4 183 человека.

## География
Коммуна расположена приблизительно в 370 км к западу от Парижа, в 90 км юго-западнее Ренна, в 8 км к востоку от Сен-Бриё, в 4 км от национальной автомагистрали N12.
Коммуна расположена на южном берегу бухты Сен-Бриё.

## Достопримечательности
- Шато Маре 1893 года в стиле неоготика
- Церковь Святого Иоанна Крестителя (XIV век). Исторический памятник с 1970 года[2]
- Шато Обье[фр.] (1876 год). Исторический памятник с 2007 года[3]
- Крест Бонабри (XVII век). Исторический памятник с 1951 года[4]
- Виадук Пон-Нёф

## Экономика
Структура занятости населения:
- сельское хозяйство — 7,2 %
- промышленность — 19,8 %
- строительство — 16,5 %
- торговля, транспорт и сфера услуг — 27,5 %
- государственные и муниципальные службы — 29,0 %

Уровень безработицы (2018) — 9,3 % (Франция в целом —  13,4 %, департамент Кот-д’Армор — 11,5 %). 

Среднегодовой доход на 1 человека, евро (2018) — 22 980 (Франция в целом — 21 730, департамент Кот-д’Армор — 21 230).
В 2007 году среди 2593 человек в трудоспособном возрасте (15—64 лет) 1886 были экономически активными, 707 — неактивными (показатель активности — 72,7 %, в 1999 году было 70,2 %). Из 1886 активных работали 1779 человек (917 мужчин и 862 женщины), безработных было 107 (48 мужчин и 59 женщин). Среди 707 неактивных 198 человек были учениками или студентами, 318 — пенсионерами, 191 были неактивными по другим причинам.

## Демография
Динамика численности населения, чел.

## Администрация
Пост мэра Ильона с 2014 года занимает Микаэль Коссон (Mickaël Cosson). На муниципальных выборах 2020 года возглавляемый им независимый список победил в 1-м туре, получив 76,05 % голосов.
| Период | Период | Фамилия        | Партия                                                             | Примечания      |
| ------ | ------ | -------------- | ------------------------------------------------------------------ | --------------- |
| 1948   | 1989   | Эрнест Гайяр   | Французская секция Рабочего интернационала Социалистическая партия | культиватор     |
| 1989   | 1995   | Жанин Эбер     | Разные правые                                                      |                 |
| 1995   | 2008   | Клод Кампьон   | Союз за французскую демократию                                     | работник банка  |
| 2008   | 2014   | Ивет Доре      | Разные левые                                                       | директор службы |
| 2014   |        | Микаэль Коссон | Разные правые                                                      | работник DDTM   |

## Города-побратимы
- Баллабио (Италия, с 2003)[6]

## Галерея

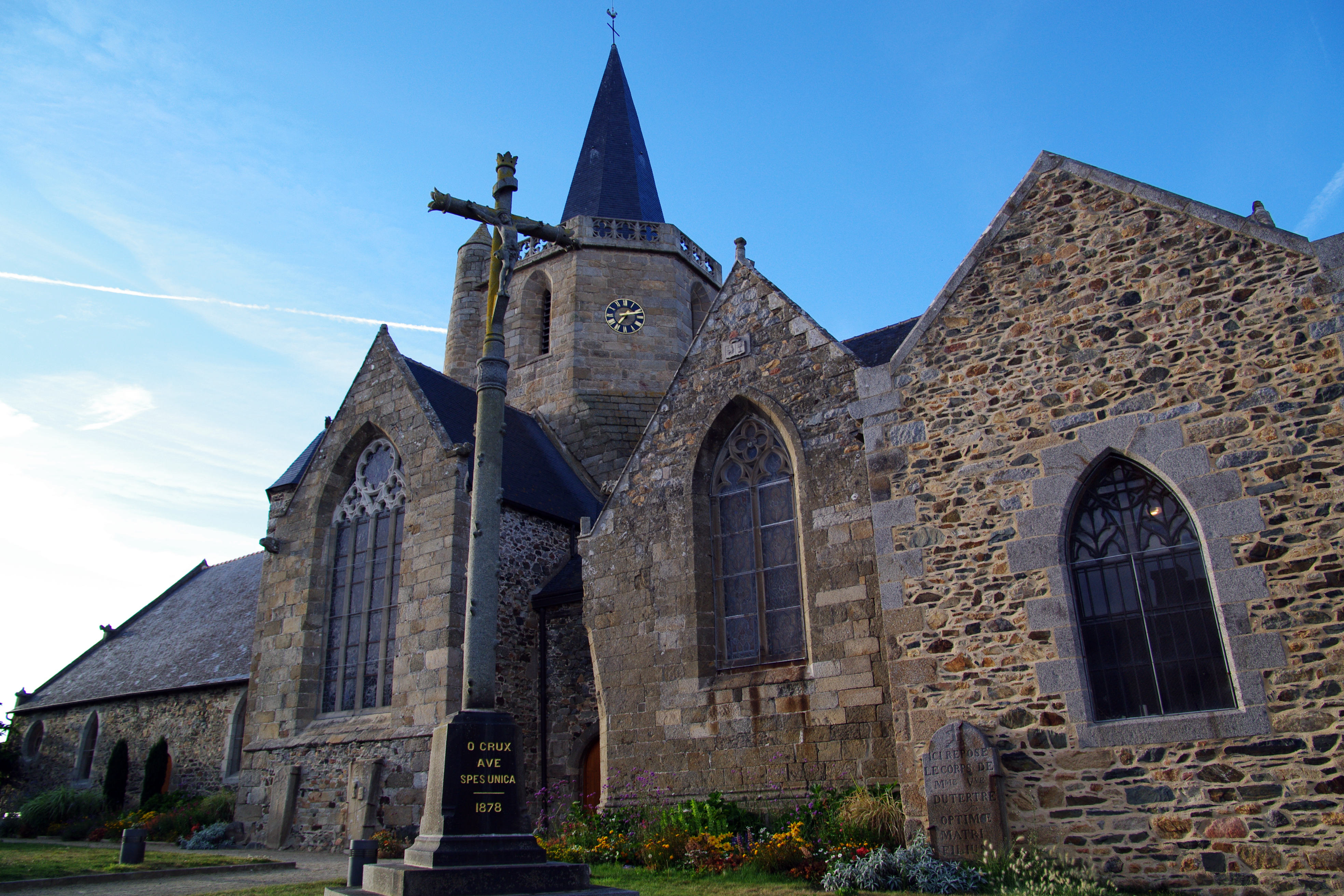
Церковь Святого Иоанна Крестителя
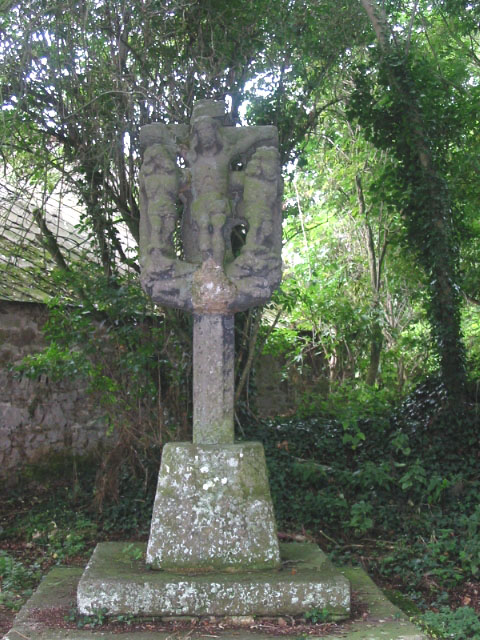
Крест Бонабри
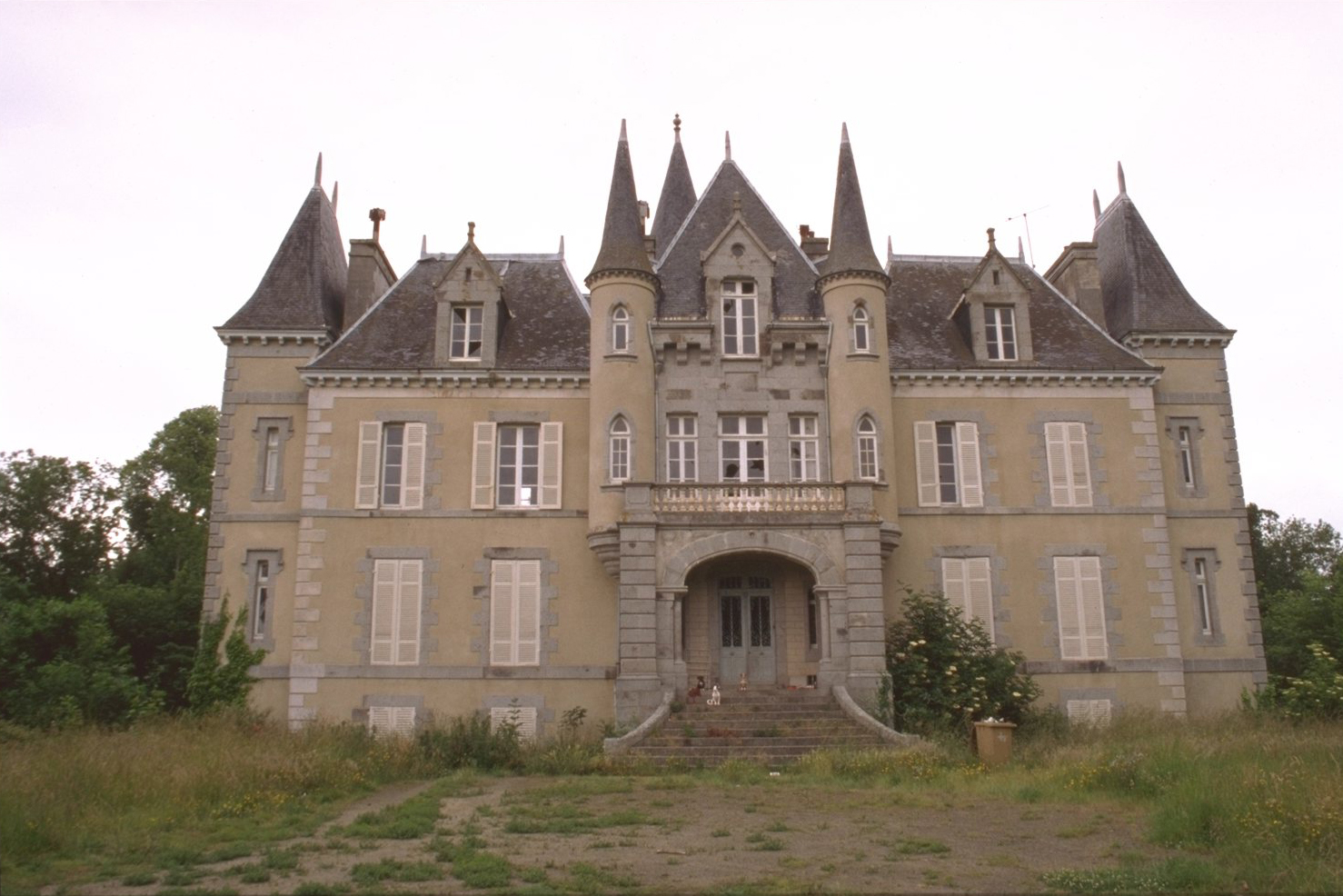
Шато Маре
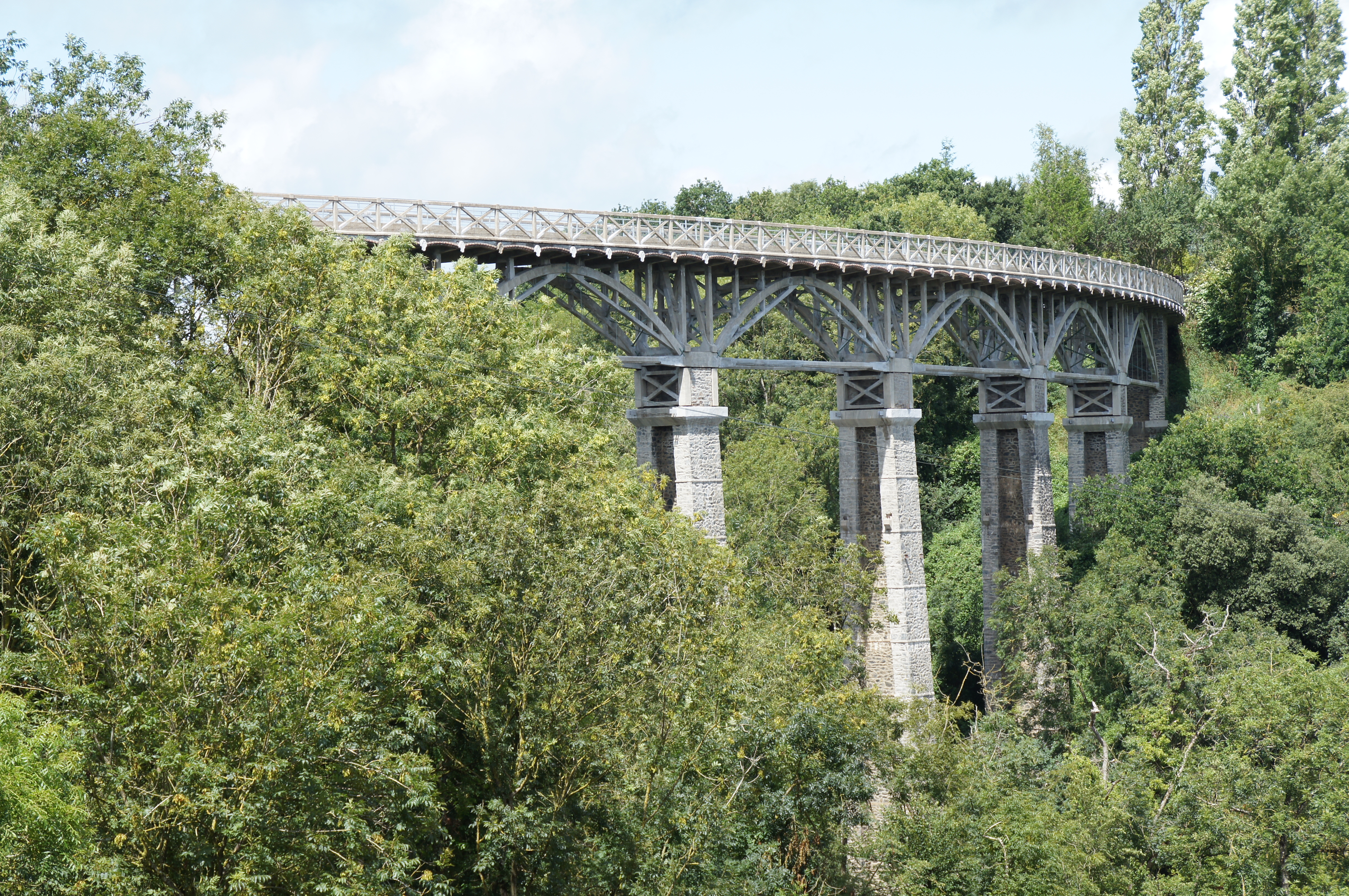
Виадук Пон-Нёф